# ادوارد باتل
ادوارد باتل (انگلیسی: Edward Battell) یک دوچرخه‌سوار اهل بریتانیا است.
از افتخارات وی میتوان به کسب مدال برنز دوچرخه‌سواری جاده در بازی‌های المپیک تابستانی ۱۸۹۶ اشاره کرد.